# الخط الزمني لأزمة البحر الأحمر (2023)
تسرد هذه المقالة الخط الزمني خلال سنة 2023 لأزمة البحر الأحمر او تدخل حركة أنصار الله الحوثيون في الحرب الإسرائيلية الفلسطينية او هجمات اليمن على إسرائيل وأطلق عليها المجلس السياسي الأعلى في اليمن اسم معركة الفتح الموعود والجهاد المقدس، هي هجمات شنتها القوات المسلحة اليمنية الموالية لحركة أنصار الله الحوثيون على إسرائيل خلال الحرب الفلسطينية الإسرائيلية بهدف الضغط على إسرائيل لوقف عدوانها على قطاع غزة التي قتل فيها أكثر من 30 ألف فلسطيني معظمهم من النساء والأطفال، واشتملت الهجمات على عمليات قصف لجنوب إسرائيل باستخدام الصواريخ الباليستية والجوالة والطائرات المسيرة، وأعلنت منع مرور السفن الإسرائيلية والتابعة لاسرائيلين من العبور من مضيق باب المندب والبحر الأحمر والبحر العربي وشنت هجمات على السفن الإسرائيلية باستخدام الطائرات المسيرات والصواريخ المضادة للسفن واحتجزت سفينة واحدة على الأقل، وفي 9 ديسمبر 2023 أعلنت منع مرور جميع السفن من جميع الجنسيات المتوجهة من وإلى الموانئ الإسرائيلية إذا لم تدخل احتياجات قطاع غزة من الدواء والغذاء، وشنت الولايات المتحدة الأمريكية والمملكة المتحدة سلسلة هجمات على مناطق سيطرة حركة أنصار الله في اليمن ردا على استهداف السفن في البحر الأحمر وخليج عدن وعلى إثر الهجمات الأمريكية والبريطانية على مناطق سيطرة الحركة في اليمن وأعلن قائد حركة أنصار الله الحوثيون عبد الملك الحوثي توسيع دائرة استهداف السفن لتشمل السفن الأمريكية والبريطانية.

## الأحداث

### أكتوبر

#### 10 أكتوبر
أعلن قائد حركة أنصار الله الحوثيين عبد الملك الحوثي استعداد الحركة لدخول الحرب باستخدام الصواريخ والطائرات المسيرة واتخاذ خيارات عسكرية أخرى في حال تدخل الولايات المتحدة الأمريكية بشكل مباشرٍ إلى جانب إسرائيل في الحرب في قطاع غزة.

#### 19 أكتوبر
أعلنت وزارة دفاع الولايات المتحدة اعتراض المدمرة يو إس إس كارني 3 صواريخ كروز و 8 طائرات مسيرة في شمال البحر الأحمر أطلقت من مناطق سيطرة حركة أنصار الله الحوثيين في اليمن باتجاه إسرائيل، وقالت وكالة بلومبيرغ إن السعودية أسقطت صاروخا فوق أرضيها أطلق من اليمن بتجاه إسرائيل

#### 27 أكتوبر
القوات المسلحة المصرية تعلن سقوط طائرة مسيرة مجهولة الهوية جوار مبنى يقع في بالقرب من مستشفى طابا في جنوب سيناء، وإصابة 6 أفراد وأضافت أنها اعترضت طائرة مسيرة في خليج العقبة خارج المجال الجوي لمصر وان بعض حطام الطائرة سقط في منطقة غير مأهولة في منطقة نويبع، بينما قال الجيش الإسرائيلي إنه رصد تهديدا جويا في البحر الأحمر. وأكدت وزارة الخارجية الإسرائيلية على أن الطائرات المسيرة التي سقطت في مصر أطلقتها حركة أنصار الله الحوثيين من اليمن لاستهداف إسرائيل.

#### 30 أكتوبر
قالت وسائل الإعلام الإسرائيلية تقول إن سلاح الجو الأمريكي اعترض صاروخ باليستي شمال البحر الأحمر أطلق من اليمن بتجاه إسرائيل.

#### 31 أكتوبر
أعلنت القوات المسلحة اليمنية الموالية لحركة أنصار الله الحوثيين دخول الحرب إلى جانب الفصائل الفلسطينية في قطاع غزة رسميًا وأعلنت عن إطلاق دفعة كبير من الصواريخ الباليستية والجوالة والطائرات المسيرة بتجاه إسرائيل وقالت إنها ثالث عملية تقوم بها «نصرة لإخواننا المظلومين في فلسطين» وإطلقت صفارات الإنذار في مدن إيلات وإيلوت ومنطقة شاحوريت الصناعية بسبب اختراق طائرات بدون طيار من جهة البحر الأحمر. واعلن عن اعتراض الطائرات فوق البحر الأحمر، بينما اعترض نظام آرو صاروخًا باليستيًا واعترضت القوات الجوية عدة صواريخ كروز أُطلقت من جهة البحر الأحمر باتجاه إيلات، وتبنى الحوثيون مسؤولية عمليات الإطلاق.

### نوفمبر

#### 1 نوفمبر
أعلن الجيش الإسرائيلي اعتراض تهديد جوي في منطقة البحر الأحمر جنوب مدينة إيلات يرجح أنه قادم من اليمن.

#### 8 نوفمبر
أعلنت القوات المسلحة اليمنية الموالية لحركة أنصار الله الحوثيين إسقاط دفاعاتها الجوية طائرة أمريكية دون طيار من طراز إم كيو- 9 ريبر في المجال الجوي لمياه اليمن الإقليمية واتهمتها واشارت الى قيامها بأعمال عدائية ورصد؛ وبثت مشاهد لعملية إسقاط الطائرة. وأكد مسؤول في وزارة الدفاع الأمريكية اسقاط حركة أنصار الله الحوثيين طائرة أمريكية دون طيار من من طراز إم كيو- 9 ريبر قبالة سواحل اليمن خلال تحليق الطائرة في المجال الجوي الدولي حين إسقاطها.

#### 9 نوفمبر
أعلنت القوات المسلحة اليمنية الموالية لحركة أنصار الله الحوثيين إطلاق دفعة من الصواريخ البالستية على أهداف في جنوب إسرائيل وقالت إنها حققت إصابات مباشرة. وأعلن الجيش الإسرائيلي اعتراض صاروخ باليستي قبل دخوله المجال الجوي لإسرائيل أطلق من اليمن، وقال إن طائرة مسيرة مجهولة المصدر أصابت مبنى في مدينة إيلات جنوب إسرائيل.

#### 14 نوفمبر
أعلنت القوات المسلحة اليمنية الموالية لحركة أنصار الله الحوثيين إطلاق عدة صواريخ، استهدفت أحدها مدينة إيلات. وتم اعتراض الصاروخ بواسطة صاروخ آرو، بحسب مسؤولين إسرائيليين. وفي اليوم التالي، ادعى المسؤولون الأمريكيون أن السفينة يو إس إس توماس هودنر أسقطت طائرة بدون طيار كانت متجهة نحوها. وهدد قائد حركة أنصار الحوثيين عبد الملك الحوثي السفن الإسرائيلية وقال «سنظفر بسفن العدو الإسرائيلي في البحر الأحمر وسننكل بهم، وفي أي مستوى تناله أيدينا لن نتردد في استهدافه»، واشار إلى تلقي حركة أنصار الله الحوثيين لرسائل التهديد والترغيب من الولايات المتحدة الأمريكية منذ بداية الحرب في قطاع غزة

#### 15 نوفمبر
أسقطت المدمرة الأمريكية توماس هودنر طائرة مسيرة في البحر الأحمر انطلقت من مناطق سيطرة حركة أنصار الله الحوثيين في اليمن.

#### 16 نوفمبر
أعلنت وزارة الدفاع الأمريكية إسقاط المدمرة يو إس إس توماس هادنر طائرة مسيرة كانت متجهة نحوها في البحر الأحمر.

#### 19 نوفمبر
احتجزت القوات البحرية اليمنية الموالية لحركة أنصار الله الحوثيين سفينة غالاكسي ليدر وعلى متنها 25 فردًا.
تم انزال قوات على ظهر السفينة باستخدام مروحية ميل مي-17. وجاء الحادث عقب بيان تحذير للمتحدث باسم القوات المسلحة اليمنية الموالية لحركة أنصار الله الحوثيين يحيى سريع، أعلن فيه عزمهم استهداف السفن المملوكة أو المشغلة لشركات إسرائيلية أو التي ترفع العلم الإسرائيلي، ودعا الدول لسحب مواطنيها من أطقم هذه السفن. وبحسب مالك السفينة، نُقِّلَت السفينة بعد ذلك إلى ميناء الحديدة اليمني. وفي وقت سابق، هدد قائد حركة أنصار الله الحوثيين عبد الملك الحوثي بمزيد من الهجمات ضد المصالح الإسرائيلية، بما في ذلك أهداف محتملة في البحر الأحمر ومضيق باب المندب. وشدد في كلمته على قدرة قواته على رصد واستهداف السفن الإسرائيلية في هذه المناطق.

#### 21 نوفمبر
طالبت الولايات المتحدة حركة أنصار الله الحوثيين بالإفراج عن السفينة غالاكسي ليدر وطاقمها المحتجزين دون قيد أو شرط وقال المتحدث باسم البيت الأبيض جون كيربي إن عملية احتجاز السفينة هي انتهاك سافر للقانون الدولي وأكد أن الولايات المتحدة بدأت بمراجعة تصنيف المنظمات الإرهابية.

عملية السيطرة على السفينة غالاكسي ليدر يوم 19 نوفمبر 2024.

#### 22 نوفمبر
أعلنت القوات المسلحة اليمنية الموالية لحركة أنصار الله الحوثيين إطلاق صاروخ كروز باتجاه مدينة إيلات. وقال مسؤولون إسرائيليون إن طائرة إف-35 أسقطت الصاروخ.

#### 23 نوفمبر
زعم المسؤولون الأمريكيون أن يو إس إس توماس هودنر أسقطت طائرات بدون طيار انطلقت من اليمن.

#### 24 نوفمبر
تعرضت سفينة حاويات مملوكة لرجل الأعمال الإسرائيلي عيدان عوفر وترفع علم مالطا لهجوم بطائرة مسيرة في المحيط الهندي تسبب بإلحاق أضرار بالسفينة دون وقوع إصابات بين طاقمها. وأعلن الجيش الإسرائيلي إسقاط طائرة مقاتلة تابعة للجيش الإسرائيلي طائرة دون طيار كانت متجهة نحو إسرائيل فوق البحر الأحمر، ودوت أصوات انفجارات في مدينة إيلات.

#### 25 نوفمبر
- استولى مقاتلون يشتبه بانتمائهم لحركة أنصار الله الحوثيون على سفينة شحن «مملوكة لإسرائيل وترفع العلم المالطي» أثناء مرورها عبر البحر الأحمر.[36]

#### 26 نوفمبر
أُسْتُوْلِي على السفينة سنترال بارك التي ترفع العلم الليبيري والتي تديرها شركة زودياك ماريتايم قبالة سواحل اليمن في خليج عدن. كانت تحمل شحنة كاملة من حمض الفوسفوريك وعلى متنها 22 فردًا من أفراد الطاقم يتألفون من مواطنين روس وفيتناميين وبلغاريين وهنود وجورجيين وفلبينيين. وسهلت السفينة يو إس إس ميسون 

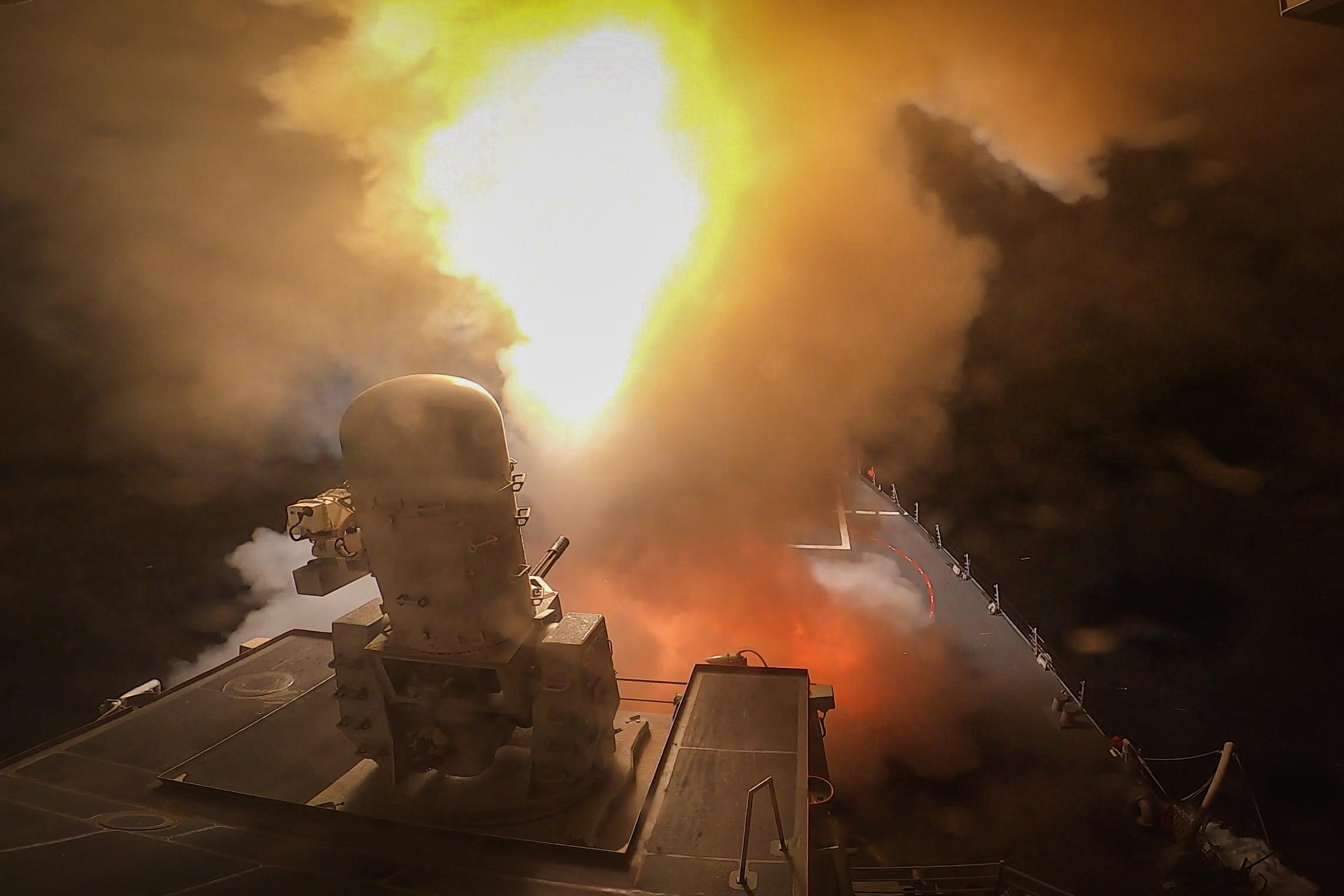
يو إس إس كارني تتصدى لصواريخ أطلقت من اليمن في شهر أكتوبر 2023.

إطلاق سراح الناقلة وأسرت الخاطفين بعد محاولتهم الهروب، وففي وقت لاحق قال أن الخاطفين كانوا صوماليين. في حين نفى الحوثيون أي صلة لهم بالهجوم على السفينة.

#### 27 نوفمبر
قالت القيادة المركزية الأمريكية إن صاروخين بالستين أطلقا من مناطق سيطرة حركة أنصار الله الحوثيين في اليمن بتجاه المدمرة الأمريكية يو إس إس ميسون في خليج عدن وأنهما سقطا على بعد 10 أميال من المدمرة.

#### 29 نوفمبر
أسقطت المدمرة الأمريكية يو إس إس كارني طائرة بدون طيار تابعة للحوثيين اقتربت من المدمرة من مضيق باب المندب، وأعلنت شركة الشحن البحري الإسرائيلي زيم اتخاذ إجراء احترازي بتغيير مسار سفنها من قناة السويس في مصر لتجنب المرور في البحر الأحمر وبحر العرب.

#### 30 نوفمبر
أعلنت القيادة العسكرية الأمريكية المركزية إسقاط المدمرة كارني خلال إبحارها جنوب البحر الأحمر طائرة من دون طيار من طراز كأس- 04 الإيرانية أطلقت من مناطق سيطرة حركة أنصار الله الحوثيين في اليمن واشارت إلى أن نوايا الطائرة ليست معروفة رغم أنها كانت تسير نحو المدمرة كارني.

### ديسمبر

#### 3 ديسمبر
أعلنت القوات المسلحة اليمنة الموالية لحركة أنصار الله الحوثيون استهداف سفينة يونِتي إكسبلورر بصاروخ بحري، وسفينة نمبر ناين بطائرة مسيرة في البحر الأحمر واشارت إلى رفض السفينتين التحذيرات. وأعلنت وزارة الدفاع الأمريكية تعرض المدمرة الأمريكية يو إس إس كارني في البحر الأحمر لهجوم بطائرات مسيرة وصواريخ باليستية أطلقت من مناطق سيطرة حركة أنصار الله الحوثيين في اليمن.

#### 5 ديسمبر
قالت الولايات المتحدة إنها تجري مباحثات لإنشاء تحالف قوة مهام بحرية دولية لمواجهة هجمات القوات المسلحة اليمنية الموالية لحركة أنصار الله الحوثيين في البحر الأحمر، وأن 38 دولة أبدت رغبتها في الانضمام للتحالف البحري.

#### 6 ديسمبر
أعلنت القوات المسلحة اليمنية الموالية لحركة أنصار الله الحوثيين قصف أهداف عسكرية في منطقة «أم الرشراش» بدفعة من الصواريخ البالستية،. وأعلن الجيش الإسرائيلي اعتراض صاروخ باليستي متجه إلى مدينة إيلات باستخدام منظومة الدفاع الجوي آرو.

#### 8 ديسمبر
أعلنت هيئة عمليات التجارة البحرية البريطانية عن تلقي سفينة في جنوب البحر الأحمر أمرًا بتغيير مسارها من كيان عرفه عن نفسه بالسلطات اليمنية

#### 9 ديسمبر
أعلنت القوات المسلحة اليمنية الموالية لحركة أنصار الله الحوثيين منع مرور جميع السفن من جميع الجنسيات المتوجهة من وإلى المواني الإسرائيلية بسبب استمرار إسرائيل في الحرب في قطاع غازة وقالت أن هذه السفن ستصبح هدفًا مشروعاً «إذا لم يدخل إلى قطاع غزة حاجته من الغذاء والدواء».

#### 10 ديسمبر
أعلنت وزارة الدفاع الفرنسية إسقاط فرقاطة فرنسية في البحر الأحمر مسيرتين أطلقتا من اليمن وقالت إن عملية الاعتراض وقعت على بعد 110 كم من سواحل اليمن قرب مدينة الحديدة.

#### 12 ديسمبر
أعلنت القوات المسلحة اليمنية الموالية لحركة أنصار الله الحوثيين استهداف السفينة ستراندا النرويجية بصاروخ بحري بعد رفضها استجابة التحذيرات، وقالت إدارة عمليات التجارة البحرية البريطانية أن حريق اندلع في السفينة بعد استهدافها، وقالت هيئة عمليات التجارة البحرية البريطانية إن كيانًا عرف نفسه باسم البحرية اليمنية طلب من سفينة تعرضت لهجوم أن تتوجه إلى ميناء يمني.

#### 13 ديسمبر
قالت وكالة أسوشيتد برس أن سفينة حربية أمريكية أسقطت طائرة مسيرة قرب مضيق باب المندب أطلقتها القوات الموالية للحوثيين بتجاه ناقلة نفط ترفع علم جزر مارشال قادمة من الهند بتجاه قناة السويس ويرافقها طاقم مسلح. وقالت شركة الأمن البحري أمبري البريطانية أن مسلحون اقتربوا من سفينتين في البحر الأحمر قبالة ميناء الحديدة وتبادلوا إطلاق النار مع ناقلة بضائع ترفع علم مالطا كانت تبحر على بعد 55 ميل بحري من سواحل محافظة الحديدة اليمنية، وقالت إن جهة عرفت نفسها باسم البحرية اليمنية تواصلت مع السفينة وطالبتها بتغيير مسارها، بينما قالت إن سفينة حربية تابعة للتحالف الدولي نصحت السفينة بمواصلة طريقها.

#### 14 ديسمبر
- أمر مجلس الأمن القومي الإسرائيلي بشكل عاجل الموانئ الإسرائيلية بإزالة بيانات السفن القادمة إليها ومغادرة منها من على مواقع الموانئ الإلكترونية لتجنب وقوع هجمات على السفن.[56] وقالت هيئة عمليات التجارة البحرية البريطانية أنها تلقت بلاغا عن وقوع حادث لسفينة على بعد 50 ميلاً من مضيق باب المندب.[57] واشارت الى وقوع حادث قبالة سواحل عمان وتحدثت عن عدد 5 إلى 6 زوارق مسلحة مزودة بمدافع طاردت سفينة لمدة 90 دقيقةٍ،[58] وقال مسؤول في وزارة الدفاع الأمريكية إن صاروخا أطلق من مناطق سيطرة أنصار الله الحوثيين في اليمن سقط قرب سفينة حاويات ترفع علم هونغ كونغ.[59] أعلنت القوات المسلحة اليمنية الموالية لحركة أنصار الله الحوثيين استهداف سفينة ميرسيك جبرلاتر بطائرة مسيرة بعد رفض طاقم السفينة الاستجابة لنداءاتها.[60] وقالت وزارة الدفاع الأمريكية بأنها ستتخذ جميع الإجراءات اللازمة لحماية السفن والقوات الأمريكية وأن مشكلة البحر الأحمر مشكلة دولية وليست أمريكية وتحتاج لحل دولي[61]

#### 15 ديسمبر
قالت شركة الأمن البحري البريطانية أمبري إن سفينة إم إس سي ألانيا التي ترفع علم ليبيريا أنها تلقت أوامر بتغيير مسارها باتجاه اليمن من أفراد على متن قارب قالوا إنهم من القوات البحرية اليمنية وخاطبوا السفينة قائلين «كابتن ليس مسموحًا لكم بالمتابعة للبحر الأحمر. غيروا مساركم للناحية الجنوبية الآن». وحدثت الحادثة شمال المخا بـ 5 ميلاً بحريًا. وأعلنت القوات المسلحة اليمنية الموالية لحركة أنصار الله الحوثيين استهداف السفينة إم إس سي ألانيا والسفينة "إم إس سي بالاتيوم 3" بصواريخ بحرية . وأكد مسؤول في وزارة الدفاع الأمريكية اشتعال نيران في سفينة ترفع علم ليبيريا في البحر الأحمر بعد استهدافها من اليمن، وإن المدمرة الأمريكية مايسون في طريقها إلى السفينة لتقديم المساعدة.

#### 16 ديسمبر
أعلنت القوات المسلحة اليمنية الموالية لحركة أنصار الله الحوثيين شن هجوم بطائرات المسيرة على أم الرشراش (التسمية العربية لمدينة إيلات) وقالت إنه استهدف أهدافا حساسة. وقالت القيادة المركزية التابعة لوزارة الدفاع الأمريكية إن المدمرة الأمريكية كارني اشتبكت مع 14 طائرة دون طيار هجومية في البحر الأحمر أطلقت من مناطق سيطرة حركة أنصار الله الحوثيين في اليمن وأكدت أن الطائرات دون الطيار التي سقطت لم تسبب أضراراً في السفن في المنطقة، وقال وزير الدفاع البريطاني إن المدمرة البريطانية إتش إم إس دايموند أسقطت طائرة مسيرة يرجح أنها هجومية في البحر الأحمر كانت تستهدف سفنًا تجارية بصاروخ سي فايبر. والدفاع الجوي المصري يسقط طائرة دون طيار قبالة مدينة دهب بالمقربة من الحدود المصرية الإسرائيلية، أطلقت من اليمن على إسرائيل. وأعلن المتحدث الرسمي باسم حركة أنصار الله الحوثيين محمد عبد السلام بدء مفاوضات بوساطة عمانية بين حركة أنصار الله الحوثيين وأطراف دولية لم يحددها لوقف التصعيد، ويؤكد على استمرار العمليات ضد إسرائيل وأن أي استجابة للوضع الإنسانية في فلسطين وقطاع غزة لدخول الدواء والغذاء ستساهم في خفض التصعيد من جانب الحركة، وشركة الشحن الإيطالية إم إس سي تعلن وقف مرور سفنها من البحر الأحمر وإعادة توجيه بعض رحلات سفنها عبر طريق رأس الرجاء الصالح بسبب تعرض سفنها للهجمات في البحر الأحمر.

#### 18 ديسمبر
أعلنت القوات المسلحة اليمنية الموالية لحركة أنصار الله الحوثيين استهداف سفينتين لهما ارتباط بإسرائيل، وقالت إنها استهدفت ناقلة النفط سوان أتلانتيك وناقلة الحاويات إم إس سي كلارا بطائرتين بحريتين، وأعلنت شركة الشحن التايوانية إيفرغرين التوقف عن قبول البضائع الإسرائيلية وتعليق الملاحة في البحر الأحمر حتى إشعار آخر.

19 ديسمبر
أعلن «وزير الدفاع الأمريكي» من البحرين عقب زيارته إلى إسرائيل عن تشكيل تحالف حارس الازدهار لحماية الملاحة البحرية في البحر الأحمر وخليج عدن من الهجمات التي تشنها القوات الموالية لحركة أنصار الله الحوثيين في اليمن، وشمل التحالف عشر دول. واعتبر تصعيد حركة أنصار الله الحوثيين بأنه تهديد للتدفق الحر للتجارة ويعده انتهاكًا للقانون الدولي. وقالت شركة أمبري للأمن البحري تقول إنها تلقت بلاغا عن محاولة صعود للسيطرة على سفينة في خليج عدن على بعد 17 ميلاً بحريًا من مدينة عدن. واعتبرت حركة أنصار الله الحوثيون تحالف حارس الازدهار بأنه جزء من العدوان على الشعب الفلسطيني والأمة العربية والإسلامية وانه عسكرة البحر الأحمر لصالح إسرائيل.

#### 20 ديسمبر
هدد قائد حركة نصار الله الحوثيون عبد الملك الحوثي الولايات المتحدة وقال «أي استهداف أمريكي لبلدنا سنستهدفه، وسنجعل البوارج والمصالح والملاحة الأمريكية هدفا لصواريخنا وطائراتنا المسيرة وعملياتنا العسكرية»، وأكد أن التهديدات الأمريكية لن تغير موقف الحركة وان تحالف حارس الازدهار هدفه حماية إسرائيل.

#### 21 ديسمبر
أكثر من 100 سفينة شحن تغير مسارها من قناة السويس إلى رأس الرجاء الصالح بسبب الهجمات في البحر الأحمر.

#### 23 ديسمبر
هيئة التجارة البحرية البريطانية تعلن عن انفجار طائرة مسيرة قرب سفينة تبعد 45 ميلاً من ميناء الصليف في اليمن.

#### 24 ديسمبر
أعلنت القيادة الأمريكية المركزية إطلاق صاروخين باليستيين مضادين للسفن من مناطق سيطرة حركة أنصار الله الحوثيين في اليمن على خطوط الشحن الدولية في جنوب البحر الأحمر، ولم تبلغ أي سفينة بتاثر من الصارويخ المطلقة. وأشارت الى أن طائرة مسيرة اقتربت من السفينة النرويجية إم في بلامانين، وان طائرة مسيرة أصابت السفينة إم في سايبابا التي ترفع علم الهند. وأكدت على إسقاط 4 طائرات مسيرة أطلقت من مناطق سيطرة حركة أنصار الله الحوثيين في اليمن كانت تستهدف المدمرة الأمريكية يو إس إس لابون في البحر الأحمر، وحركة أنصار الله الحوثيون تنفي استهداف سفينة تابعة للغابون في جنوب البحر الأحمر وتقول إن مدمرة أمريكية أطلقت النار بشكل هستيري ضد طائرة مسيرة استطلاعية تابعة للقوات البحرية اليمنية الموالية للحركة وان أحد الصواريخ التي أطلقتها المدمرة الأمريكية انفجر قرب السفينة.

#### 26 ديسمبر
أعلنت هيئة عمليات التجارة البحرية البريطانية عن رصد طائرتين بدون طيار قبل حدوث انفجارين على بعد 5 ميل بحرية من سفينة بحرية كانت تبحر قرب مدينة الحديدة ب 50 ميلاً بحريًا، وأعلنت القوات المسلحة اليمنية الموالية لحركة أنصار الله الحوثيين استهداف السفينة إم إس سي يونايتد في البحر الحمر بصواريخ بحرية، وأشارت الى شن قواتها هجمات بطائرات المسيرة على مدينة "أم للرشراش" إيلات ومناطق أخرى في إسرائيل.

#### 28 ديسمبر
قال وزير خارجية جيبوتي محمود علي يوسف إن حركة أنصار الله الحوثيين هاجمت «السفن من أجل نجدة الفلسطينيين وإغاثتهم، وعلينا كلنا دعم فلسطين لأن الأخ يدعم أخاه ولو بأضعف الإيمان، وجيبوتي لا تدين العمليات اليمنية لأنها واجب أخوي»، وأكد أن جيبوتي لم تدن الهجمات على السفن في البحر الأحمر ولم تعارضها واعتبرتها خطوة صحيحة.، والولايات المتحدة تفرض عقوبات على شركة صرافة وشركة شحن ورئيس جمعية الصرافين اليمنيين في مناطق سيطرة حركة أنصار الله في اليمن.

#### 29 ديسمبر
أعلنت القيادة المركزية الأمريكية إسقاط طائرة مسيرة وصاروخ في جنوب البحر الأحمر تم إطلاقهم من مناطق سيطرة حركة أنصار الله الحوثيين في اليمن.

#### 30 ديسمبر
أعلنت هيئة عمليات التجارة البحرية البريطانية عن تلقيها بلاغ بوقوع انفجار على متن سفينة قبالة سواحل مدينة الحديدة. وأعرب الأمين العام للأمم المتحدة أنطونيو غوتيريش عن قلقه البالغ من استمرار الهجمات التي تشنها القوات الموالية لحركة أنصار الله في البحر الأحمر.

#### 31 ديسمبر
أعلنت القيادة العسكرية الأمريكية المركزية تعرض سفينة حاويات دنماركية ترفع علم سنغافورة للهجوم بصاروخ. وإسقاط المدمرة الأمريكية غرينلي صاروخيين مضادين للسفن أطلقا من مناطق سيطرة حركة أنصار الله الحوثيين في اليمن. وقالت إن طائرات مروحية أمريكية اشتبكت مع 4 زوارق تابعة للقوات الموالية لحركة أنصار الله الحوثيين في البحر الأحمر وأضافت أن الزوارق كانت تهاجم سفينة الشحن ميرسك هانغتشو و إن قوات حاولت الصعود على السفينة وان ثلاثة زوارق غرقت دون ناجيين وانسحاب الزورق الرابع. وأصدرت القوات المسلحة اليمنية الموالية لحركة أنصار لله الحوثيين بيان قالت فيه إن القوات الأمريكية اعتدت على ثلاثة زوارق تابعة للقوات البحرية خلال ممارستها عمليتها في حماية الملاحة الدولية واعتراض السفن المتجهة إلى إسرائيل وأكدت مقتل وفقدان عشرة أفراد من منتسبي قواتها البحرية، وأشارت إلى استهداف قواتها لسفينة ميرسك هانغزو بصواريخ بحرية.